# Залесічкі
Залесічкі (пол. Zalesiczki) — село в Польщі, у гміні Добришиці Радомщанського повіту Лодзинського воєводства.
Населення — 114 осіб (2011).
У 1975-1998 роках село належало до Пйотрковського воєводства.

## Демографія
Демографічна структура станом на 31 березня 2011 року:
|          | Загалом | Допрацездатний вік | Працездатний вік | Постпрацездатний вік |
| -------- | ------- | ------------------ | ---------------- | -------------------- |
| Чоловіки | 59      | 12                 | 38               | 9                    |
| Жінки    | 55      | 10                 | 24               | 21                   |
| Разом    | 114     | 22                 | 62               | 30                   |